# 德州市第一中学
德州市第一中学（简称：德州一中）于1929年建校，是山东省19所首批办好的重点中学之一，省级规范化学校，省级精神文明先进单位。德州一中现有东、西两校区。德州一中位于德州市德城区解放路，东校区位于德州市经济开发区新河东路。在校生约有5000余人。目前学校只开设高中阶段教学。

## 概况

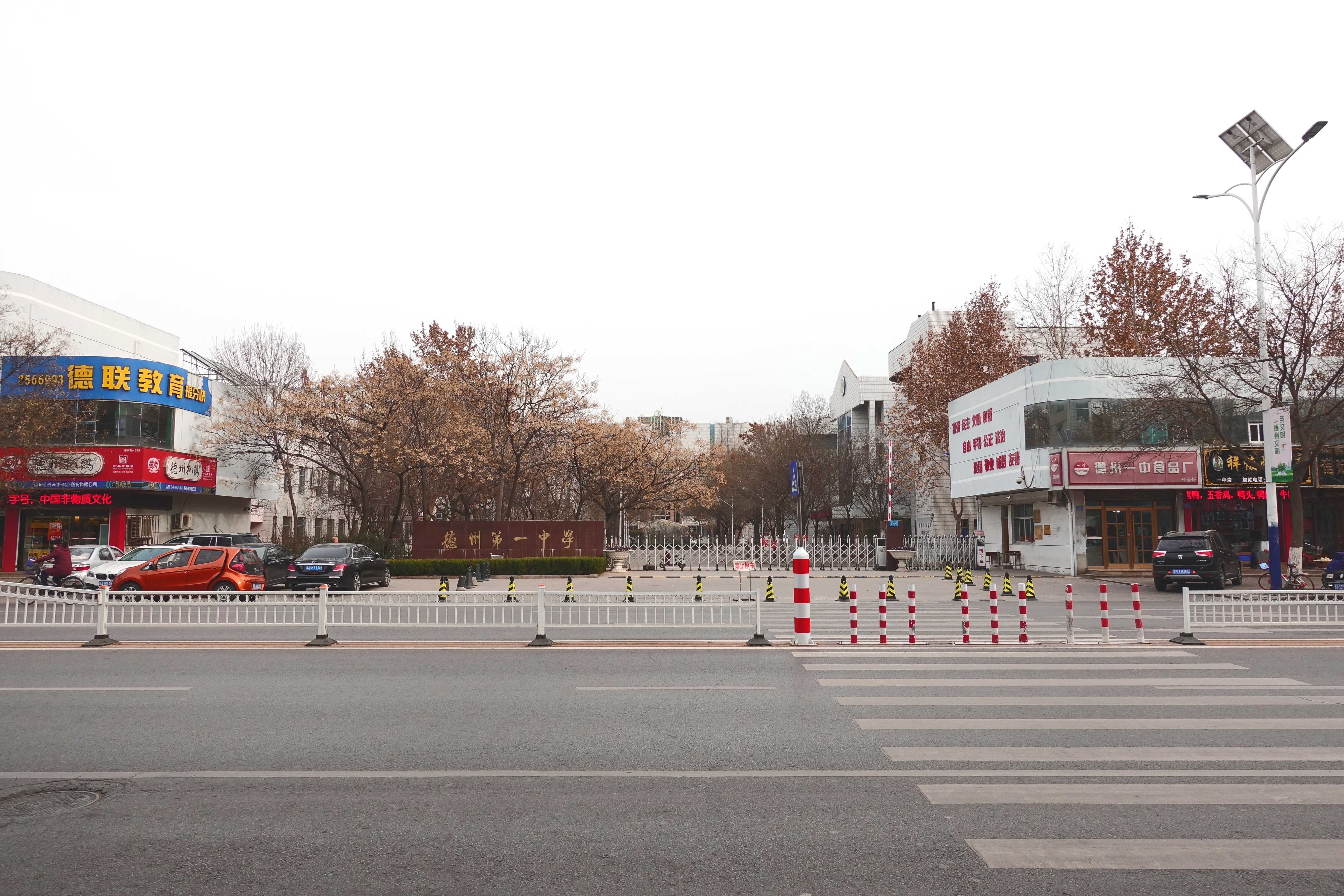
德州一中西校区西门，右侧是校办企业产品“一中火腿”直营店。

德州一中位于德城区市区，毗邻德州市美丽华大酒店，学校周围大多为商业区和居民区。目前学校拥有两栋学生宿舍楼，一栋餐厅楼，三栋教学楼，一栋办公楼，以及操场与篮球场。东校区位于德州市經濟開發區新河東路。東校區建筑面积约11万平方米，现有教职工150多人，目前有31个教学班，学生1800多名。

### 教学
目前德州一中只开设高中阶段教育，另外德州一中曾经开设过初中阶段教育，但已经停止，目前学校在德城区，经济开发区等地共有三个校区，分别为老校以及新校（东），新校（西）。不招收复读生。

每年高考结束后，学校的升学率是衡量高级中学教学质量的重要标准。德州一中在升学率方面一般处在德州市前列。

## 其他

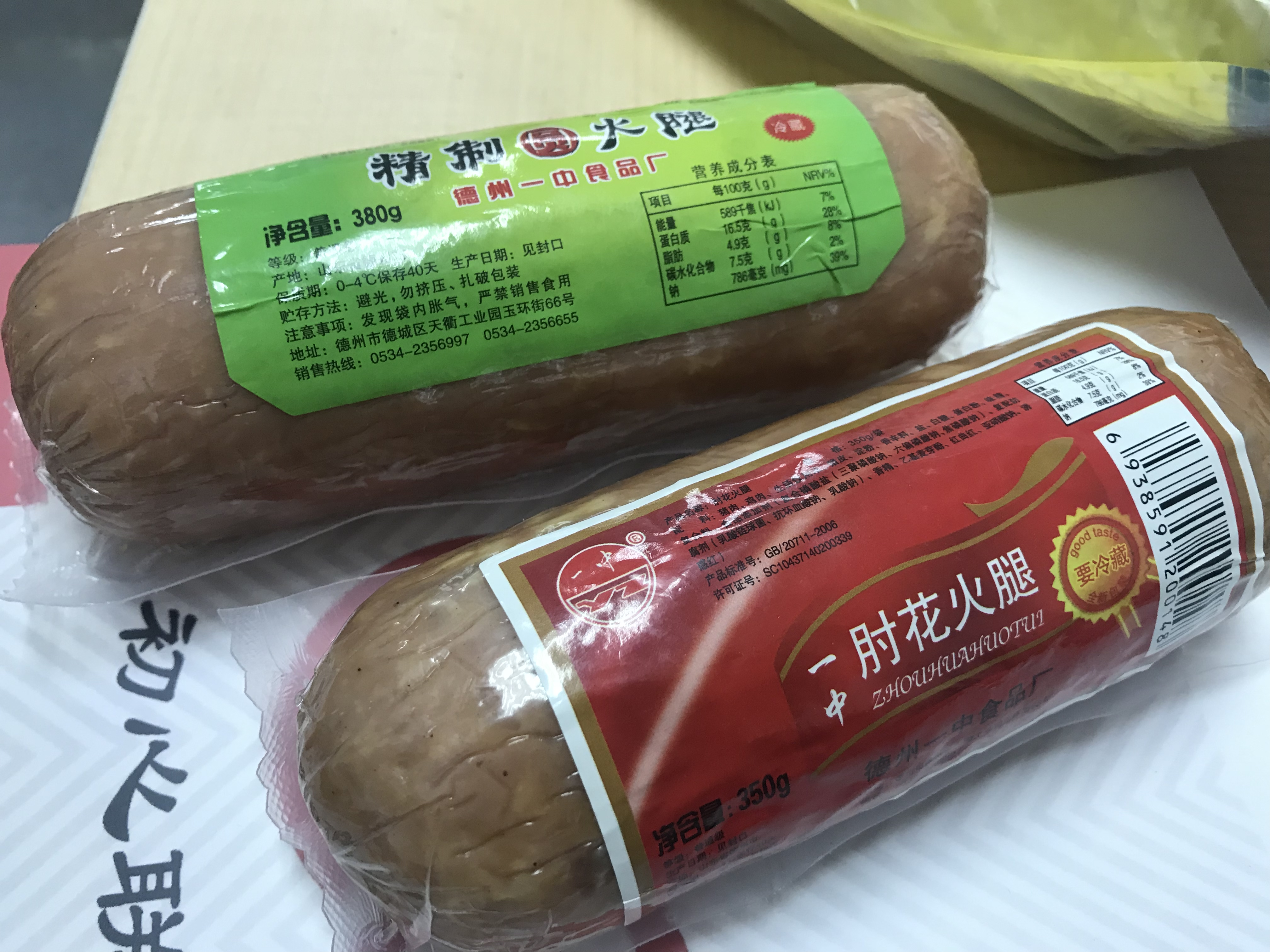
一中火腿

德州一中食品厂为德州一中的校办企业，主要生产火腿，火腿商标名称为“一中火腿”，并在学校附近设有专卖店。

## 参看
- 德州市